# 一本木企画
一本木企画株式会社（いっぽんぎきかく）は、埼玉県さいたま市南区に本社を置く企業。パチンコチェーンHAP'1（ホップワン）を運営している。

## 沿革
- 1996年（平成8年）12月 - 会社設立。毎年戸田橋花火大会に協賛している。

## 店舗
- 北戸田店（さいたま市南区辻8-24-10、本社所在地）
- 西浦和店（さいたま市桜区田島8-2-12）
- 葛西店（東京都江戸川区中葛西3-36-3）
- 八千代台店（千葉県八千代市八千代台東1-5-5）

## 有名人来店企画
HAP'1では年に数回有名人が来店する企画を実施している。

### 来店した有名人
- 第1弾　宮村優子　2008年6月29日
- 第2弾　神谷明　2008年9月14日
- 第3弾　江頭2:50　2008年11月15日
- 第4弾　浜田翔子、山川恵里佳　2009年2月14日
- 第5弾　コージー冨田　2009年2月21日
- 第6弾　アントキの猪木　2009年3月29日
- 第7弾　角田信朗　2009年4月18日
- 第8弾　加藤茶　2009年5月30日
- 第9弾　安田大サーカス　2009年11月15日
- 第10弾　江頭2:50　2009年11月29日
- 第11弾　加護亜依　2009年12月20日
- 第12弾　松方弘樹　2010年1月17日
- 第13弾　時東ぁみ　2010年2月14日
- 第14弾　宮村優子　2010年3月21日
- 第15弾　ほしのあき　2010年4月18日
- 第16弾　ザブングル　2010年5月23日
- 第17弾　中村雅俊　2010年7月11日
- 第18弾　伊吹吾郎　2010年8月29日
- 第19弾　国生さゆり　2010年11月7日
- 第20弾　アントニオ猪木　2010年11月21日
- 第21弾　清原和博　2011年2月26日
- 第22弾　江頭2:50　2011年4月16日
- 第23弾　東国原英夫　2011年6月26日
- 第24弾　杉村太蔵　2011年9月24日
- 第25弾　熊田曜子　2011年10月30日
- 第26弾　京本政樹　2011年12月11日
- 第26弾　神谷明　2011年12月30日（北戸田店のみ）
- 第27弾　松本伊代　2012年1月15日
- 第28弾　蝶野正洋　2012年2月12日
- 第29弾　叶美香　2012年2月26日
- 第30弾　梅宮辰夫　2012年3月24日
- 第31弾　竹内力　2012年4月29日
- 第32弾　ジェロ　2012年6月3日
- 第33弾  錦野旦　2012年8月19日
- 第34弾　夏川純　2012年10月7日
- 第35弾  岩城滉一　2012年11月25日
- 第36弾  未唯mie 2013年5月5日
- 第37弾  希崎ジェシカ　2013年6月9日（番組収録のための来店）
- 第38弾　希志あいの　2013年7月7日（番組収録のための来店）
- 第39弾　南まりか　2013年7月14日
- 第40弾　ボビー・オロゴン　2013年8月18日
- 第41弾　初音みのり　2013年9月15日（番組収録のための来店）
- 第42弾　ホームランなみち　2013年9月16日（番組収録のための来店）
- 第43弾　南まりか　2013年9月23日（番組収録のための来店）
- 第44弾　希島あいり　2013年10月12日（番組収録のための来店）
- 第45弾　森下悠里　2013年10月14日
- 第46弾　酒井法子　2013年10月20日
- 第47弾　二階堂姉妹（瑠美、亜樹）2013年11月1日（取材のための来店）
- 第48弾　希崎ジェシカ　2013年11月2日（番組収録のための来店）
- 第49弾  デンジャラス、尾崎ナナ　2014年2月1日
- 第50弾　美川憲一　2014年3月9日
- 第51弾　レイザーラモン　2014年5月5日
- 第52弾　デヴィ・スカルノ　2014年5月25日
- 第53弾 アントニオ猪木 2014年10月26日